# Erotic Vampires of Beverly Hills
Ne doit pas être confondu avec Beverly Hills Vamp.
Pour plus de détails, voir Fiche technique et Distribution.
Erotic Vampires of Beverly Hills est un thriller érotique américain réalisé par Dean McKendrick. Ce vidéofilm est sorti en août 2015 aux États-Unis.

## Synopsis
Beverly Hills ne sera plus jamais la même après que la famille Dracula se soit déplacée dans le quartier.

## Fiche technique
- Titre original : Erotic Vampire of Beverly Hills
- Réalisation : Dean McKendrick
- Scénario :
- Musique : Anthony Francis
- Production : Alan B. Bursteen
- Sociétés de production : Retromedia Entertainment
- Sociétés de distribution :
- Pays d'origine : États-Unis
- Langue originale : anglais américain
- Format : couleur
- Genre : Thriller érotique
- Durée : 81 minutes
- Dates de sortie :
  -  États-Unis 25 août 2015

## Distribution
- Daniel Hunter : Vlad Dracula
- Jacqui Holland : Jane
- Adriana Chechik : Tish
- Brandon Ruckdashel : Bob
- Sarah Hunter : Alexa
- Jazy Berlin : Stacy
- Cassandra Cruz : Maria
- Jonathan Nation : le barman